# Sporormiella quattuordecimcellularis
Sporormiella quattuordecimcellularis är en svampart som beskrevs av P. Welt, N. Heine & H. Friese 2006. Sporormiella quattuordecimcellularis ingår i släktet Sporormiella och familjen Sporormiaceae.   Inga underarter finns listade i Catalogue of Life.